# César Alberto Salazar
César Alberto Salazar Coll es un almirante y político. Fue el ministro del Poder Popular para Obras Públicas del gobierno venezolano y presidente de la Petroquímica de Venezuela.

## Vida
Fue Viceministro de Seguimiento e Inspección de la Gestión de Gobierno.
Para 4 de enero de 2017, el presidente Nicolás Maduro anuncia que Salazar es el nuevo ministro del Poder Popular para Transporte y Obras Públicas.
Actualmente se desempeña como Presidente de la estatal venezolana PEQUIVEN S.A (Petroquímica de Venezuela) según decreto en la gaceta oficial Venezolana N.°41.702 de fecha 30 de agosto del año 2019, en relevo de la Ing. María Eugenia Noroño, quien desempeñaba el cargo desde el año 2018